# NGC 687
NGC 687 é uma galáxia lenticular (S0) localizada na direcção da constelação de Andromeda. Possui uma declinação de +36° 22' 15" e uma ascensão recta de 1 horas, 50 minutos e 33,2 segundos.
A galáxia NGC 687 foi descoberta em 21 de Setembro de 1786 por William Herschel.